# بادي بريتشارد
بادي بريتشارد (بالإنجليزية: Buddy Pritchard)‏ هو لاعب كرة قاعدة أمريكي، ولد في 25 يناير 1936 في سوث غيت في الولايات المتحدة.